# キュービタス
株式会社キュービタス（Qubitous Co.,Ltd）は、クレジットカードのプロセシング事業を行っていた企業。2020年4月1日付で親会社のクレディセゾンに吸収合併された。
名称は、キュービット（計算単位）とユビキタスからの造語。

## 概要
旧ユーシーカード（※UCカードの発行およびUCカードグループの統括をしていた富士銀クレジットの流れを汲む旧社）とクレディセゾンは、2004年8月に発表されたみずほフィナンシャルグループ主導による業務・資本提携を締結しており、2005年10月に旧ユーシーカードからUCカードのプロセシング（クレジットカードのインフラ運営）部門を新ユーシーカードへ分割し、旧ユーシーカードは2006年1月にクレディセゾンに吸収合併されて消滅した。
2007年5月17日に、クレディセゾンと新ユーシーカードおよびみずほ銀行は、業務再編契約を締結。プロセシング業務を共同化するため、プロセシング業務を専業で行う会社を共同で設立することになった。
- 2007年10月に、ユーシーカードは、会社分割（物的新設分割）を行い、プロセシング業務に特化した完全子会社としてキュービタスを設立し、ユーシーカードのプロセシング業務を承継させた。これにより、ユーシーカードはUCブランドの加盟店管理やUCカードグループの統括のみを行うことになった。そしてクレディセゾンはキュービタスにセゾンカードのデータエントリー業務を委託した（ステップ1）。
- 2008年4月に、クレディセゾンは、キュービタスを分割承継会社とする会社分割（簡易物的吸収分割）を行い、セゾンカードのプロセシング業務（審査業務、プロモーション業務、与信業務等）をキュービタスに承継させた。分割に伴う株式割り当てにより、株式会社クレディセゾンの連結子会社となる（ステップ2）。

2019年10月1日、みずほ銀行とクレディセゾンの「包括的業務提携」の終了に伴い、クレディセゾンの100%子会社となる。
2020年4月1日付で親会社であるクレディセゾンに吸収合併された。

## 沿革
- 2007年10月1日 - ユーシーカード株式会社が会社分割（新設分割）を行い、オペレーション部門とシステム部門を分離し、子会社・株式会社キュービタスを設立。
- 2008年
  - 4月1日 - 株式会社クレディセゾンが会社分割（吸収分割）を行い、オペレーション部門を株式会社キュービタスに吸収させて統合。

この会社分割により、クレディセゾンはキュービタスの株式51%を取得し、子会社化した。また、ユーシーカードが保有するキュービタスの株式（49%）をすべて親会社のみずほ銀行に譲渡した。この際、みずほ銀行は、取締役半数選任権付きの種類株式を取得したため、キュービタスの取締役・監査役は、ユーシーカードとクレディセゾン双方から半数ずつ選出されている。なお、みずほ銀行は、キュービタスの新株予約権も取得するため、予約権を行使すればキュービタスの株式の3分の2以上を取得できる。
  - 10月 - 関西での顧客対応業務事業所の関西ユビキタス（大阪・南船場）が業務を開始。
- 2009年3月 - 東京・台場（台場フロンティアビル）から高田馬場へ本社を移転。
- 2010年度中に、キュービタス、クレディセゾン、オリエントコーポレーションのみずほ銀行系のクレジットカード関連会社3社で新基幹システムを構築し、他のカード事業者からの業務受託を開始。
- 2019年10月1日 - みずほ銀行とクレディセゾンの「包括的業務提携」の終了に伴い、クレディセゾンの100%子会社となる。
- 2020年4月1日 - 親会社であるクレディセゾンに吸収合併。